# 吉扬韦讷
吉扬韦讷（法語：Guyans-Vennes，法語發音：[ɡɥijɑ̃ vɛn]）是法国杜省的一个市镇，属于蓬塔利耶区。

## 地理
吉扬韦讷（47°9'23"N, 6°34'15"E）面积19.67 平方千米，位于法国勃艮第-弗朗什-孔泰大區杜省，该省份为法国东部内陆省份，北起上索恩省，西接汝拉省，东部及东南部与瑞士接壤，东北部与贝尔福地区省接壤。
与吉扬韦讷接壤的市镇（或旧市镇、城区）包括：普兰布瓦韦讷、蒙德拉瓦勒、普兰布瓦-迪米鲁瓦尔、韦讷、富尔内-吕桑、菲昂。

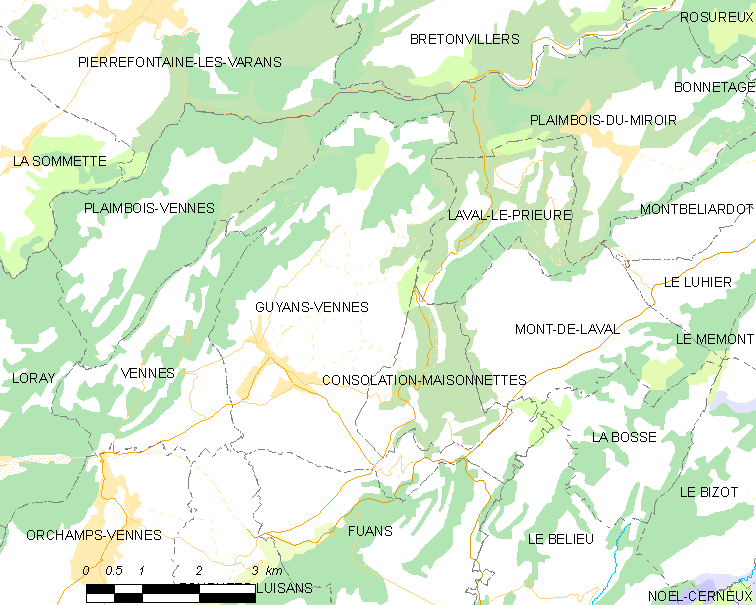
吉扬韦讷的OSM定位图

吉扬韦讷的时区为UTC+01:00、UTC+02:00（夏令时）。

## 行政
吉扬韦讷的邮政编码为25390，INSEE市镇编码为25301。

## 政治
吉扬韦讷所属的省级选区为瓦尔达翁县。

## 人口

1962-2008年间吉扬韦讷人口变化图示

吉扬韦讷于2022年1月1日时的人口数量为847人。